# Boks na Igrzyskach Imperium Brytyjskiego 1934
Zawody bokserskie rozegrane podczas II Igrzysk Imperium Brytyjskiego w 1934 roku obejmowały osiem kategorii wagowych mężczyzn.

## Rezultaty
| Kat. wagowa     |                     |                   |                        |
| --------------- | ------------------- | ----------------- | ---------------------- |
| Waga musza      | Patrick Palmer      | Maxie Berger      | Jackie Pottinger       |
| Waga kogucia    | Freddy Ryan         | Albert Barnes     | Thomas Wells           |
| Waga piórkowa   | Charles Catterall   | J.D. Jones        | William Fulton         |
| Waga lekka      | Leonard Arthur Cook | Frank Taylor      | Harry Moy              |
| Waga półśrednia | Dave McCleave       | Dick Barton       | William Duncan         |
| Waga średnia    | Alf Shawyer         | Leonard Wadsworth | Jimmy Magill           |
| Waga półciężka  | George Brennan      | George Holton     | Robey Leibbrandt       |
| Waga ciężka     | Patrick Floyd       | Jan van Rensburg  | David Douglas-Hamilton |

## Tabela medalowa
| Poz. | Państwo            |   |   |   | Łącznie |
| 1    | Anglia             | 6 | - | - | 6       |
| 2    | Południowa Afryka  | 1 | 2 | 1 | 4       |
| 3    | Australia          | 1 | - | - | 1       |
| 4    | Walia              | - | 3 | 1 | 4       |
| 5    | Kanada             | - | 2 | - | 2       |
| 6    | Szkocja            | - | 1 | 2 | 3       |
| 7    | Irlandia Północna  | - | - | 3 | 3       |
| 8    | Rodezja Południowa | - | - | 1 | 1       |